# Manon des sources (film, 1952)
Pour les articles homonymes, voir Manon des sources et Ugolin.
Pour plus de détails, voir Fiche technique et Distribution.
Manon des sources est un film français réalisé par Marcel Pagnol, sorti en 1952. Il est divisé en deux parties pour l'exploitation, intitulées Manon des sources et Ugolin. Le scénario est à l'origine d'un roman publié dix ans plus tard par Marcel Pagnol sous le titre L'Eau des collines, découpé en deux parties, dont le second tome est Manon des sources.
Une adaptation en deux films de ce roman est produite et réalisée pour le cinéma par Claude Berri en 1986, le second film ayant également le même titre.

## Synopsis

### Première partie:Manon des sources
En France au début des années 1950, dans un petit village de Provence près d'Aubagne, Les Bastides Blanches, les gendarmes  recherchent Manon, une jeune sauvageonne de la région.
Dans les collines avoisinantes, une vieille femme, Baptistine, jette une malédiction sur le village, ayant appris que la tombe de son mari a été supprimée pour des raisons administratives. Elle est accompagnée de Manon.
À la terrasse du café, les notables parlent de cette Manon : elle est la fille du « Bossu des sources »; il s'est tué à la tâche car son domaine s'est avéré sans source d'eau et il a dû s'approvisionner chaque jour à plusieurs kilomètres. La région étant singulièrement sèche, les sources sont vitales et, en général, gardées secrètes par les paysans : « Une source des collines, ça ne se dit pas » commente même Philoxène, le maire-bistrotier. Les notables croient que Jean Cadoret, ce bossu, est un étranger qui proviendrait de Peypin, un village voisin. En réalité, il est l'enfant naturel d'une fille du village, Florette Camoins, que le Papet, l'un des principaux notables a fréquenté durant sa jeunesse ; son tort est d'avoir épousé un étranger. Plusieurs notables semblent découvrir l'origine du bossu et estiment que connaître ses origines aurait pu éviter une injustice, sans toutefois en dire plus. Monsieur Belloiseau, clerc de notaire à la retraite et dur d'oreille, raconte sa rencontre avec le bossu, sa femme et leurs deux enfants, un petit garçon et une fille. Quelques femmes viennent également commenter les propos des notables, en accusant Manon d'être une sorcière.
Les gendarmes arrêtent Manon et la ramènent au village. Elle est accusée d'avoir blessé un jeune homme du village, Polyte et d'avoir également dérobé des melons à Ugolin, paysan de la commune. Le chef de la gendarmerie organise immédiatement une sorte de procès public pour régler cette affaire. Tous se retrouvent dans la salle communale et les témoins défilent. L'instituteur, s'improvise avocat de Manon puis met en évidence l'obscurantisme et la superstition dont la plupart des témoignages fait preuve. Manon explique qu'elle s'est défendue en frappant Polyte à la tête, avec un bâton, car il a tenté d'abuser d'elle, sexuellement. On passe à l'affaire du vol des melons ce qui permet à Ugolin de témoigner qu'en réalité, il les a lui-même mis à disposition de Manon. Après une dernière intervention ironique de l'instituteur, Manon est libérée de toutes les charges contre elle.
De retour à leur terrasse, les notables rappellent que la fête de la fontaine du village va se tenir le lendemain.
Manon rejoint Baptistine dans les collines et cette dernière en parlant un patois provençalo-italien lui montre où et comment réaliser sa vengeance : « Maintenant tu as vu, fais ce que tu voudras ! ». Quelque temps plus tard, Manon croise l'instituteur qui cherche des cailloux pour sa collection. Ils s'arrêtent pour discuter; Manon raconte que, lorsqu'elle était enfant et en l'absence de source à proximité, elle, son frère et ses parents ont dû porter l'eau tous les jours sur des kilomètres. Ensuite, Ugolin a trouvé une source sur leurs terres après les avoir rachetées. Manon reprend ensuite son chemin. Peu après, elle rencontre Ugolin qui lui déclare son amour. Elle s'éloigne tandis qu'il continue de lui crier son amour, disant qu'il héritera de son oncle le Papet et que tout ce qu'il possède pourra être à elle.
Plus tard le même jour, Manon sort de l'anfractuosité d'une paroi abrupte des collines ; elle porte des outils et une pioche.
L'instituteur montre ses cailloux à un ami. Il reconnaît apprécier Manon.
Le lendemain, la fête de la fontaine permet à Manon de venir au village. Pendant le discours commémoratif de monsieur Belloiseau lequel encense les vertus de la nature et de l'eau bienfaitrice, la fontaine commence à toussoter et, tout à coup, son débit s'arrête : les villageois, les paysans du coin et l'ensemble de la commune commencent à paniquer. Le maire, seul à être équipé du téléphone, annonce qu'il a pris contact avec l'ingénieur du génie rural du département.

### Seconde partie:Ugolin
L'ingénieur du génie rural présente son rapport au conseil municipal; il livre ses hypothèses quant à la problématique orographique expliquant l'arrêt de la fontaine, dont l'eau provient d'une source des collines avoisinantes. À ce stade, la seule solution qu'il puisse offrir pour les habitants, animaux et cultures, consiste à organiser la livraison de l'eau au village par camion citerne. Cette formule est fort mal reçue par les villageois, éleveurs et cultivateurs de la commune. Le curé annonce pour le lendemain, une cérémonie à l'église pour prier et invoquer le Seigneur. Manon s'en retourne dès lors dans ses collines.
Sur les hauteurs, Manon surprend Ugolin priant au pied d'une statue de la Vierge pour le retour de l'eau, et avouer qu'il a « fait le mal ».
Le lendemain, lors de son sermon à l'église, le curé sous-entend que le village pourrait être puni car quelqu'un a commis un crime. Il insiste sur le fait que ceux qui sont au courant d'une injustice et ne font rien pour l'empêcher sont tout aussi coupables que celui qui la commet, et incite chacun à faire son examen de conscience.
À la sortie de l'église, l'instituteur rappelle à Manon que, le jour précédent, elle a évoqué une catastrophe à venir. Manon lui répond « Vous savez bien que je suis un peu sorcière », et dit qu'elle compte bientôt quitter le village ; l'instituteur lui demande de venir à la réunion qui doit se tenir chez lui.
Plus tard, une réunion se tient dans le jardin l'instituteur, dans le but de résoudre les problèmes liés à l'eau des collines. Rapidement, Ugolin est accusé d'être le responsable. Seul le Papet, oncle d'Ugolin, lui apporte du soutien. Manon accuse directement Ugolin d'avoir spolié sa famille. Ugolin se défend et rappelle qu'il a aidé le bossu en rachetant sa maison, Les Romarins, en lui prêtant de l'argent alors que sa ferme était en difficulté.
Manon révèle alors qu'Ugolin a bouché la seule source du domaine des Romarins ; ce qui est confirmé par Eliacin, un villageois ayant vu en personne Ugolin procéder à cette opération. La famille de Manon n'a jamais su que l'eau existait à proximité. L'absence d'eau dégrade considérablement la valeur du domaine, ce qui profite dès lors à tout acheteur éventuel, en l'occurrence, Ugolin. En s'endettant auprès d'Ugolin, le père de Manon lui a permis de s'emparer de la ferme.
Manon signale également que personne au village ne les a informés de la présence d'une source sur leur propriété. À la suite de ces faits, le frère de Manon, Paul, est mort empoisonné après avoir bu l'eau non potable de la citerne. À son tour, le bossu est mort de chagrin; la mère de Manon est devenue folle. Ugolin supplie Manon; sans avouer explicitement son crime, il laisse entendre qu'il a été torturé par le remords et qu'il veut réparer ce qu'il a fait en rendant tout à Manon en l'épousant. Il s'agenouille devant elle et plaide à nouveau son amour. Elle le rejette avec dégoût. Tous les villageois ont arrêté leur avis. Ugolin continue de nier. On lui propose de jurer sur l'Evangile; il refuse et s'enfuit de la réunion.
Plus tard, Ugolin erre dans les collines. En proie à des hallucinations, il revoit le bossu, sa femme et ses deux enfants, Paul et Manon, en train de porter de l'eau sur le chemin ; puis il retourne aux Romarins.
Les notables du village décident de se rendre chez Ugolin pour officialiser la restitution des Romarins à Manon. Mais dès leur arrivée, ils découvrent sur la table de la maison la confession-testament d'Ugolin, lequel vient de se pendre à la branche d'un olivier du jardin.
Les notables souhaitent demander pardon à Manon et se rendent chez elle. Ils lui révèlent qu'Ugolin est mort et qu'il lui a cédé par testament Les Romarins. Contrits, ils lui demandent de venir à la procession organisée au village. Après qu'ils soient partis, l'instituteur révèle à Manon le suicide d'Ugolin — « […] l'hérédité, le remords, l'amour ? » — et surtout la persuade de rendre l'eau au village. Tous deux se rendent à la grotte et procèdent ensemble à l'opération.
Manon tente de persuader le curé de renoncer à la procession puisque l'eau va revenir tout prochainement. Toutefois, la procession a bien lieu et l'eau revient à la fontaine; les villageois sont heureux et le curé obtient son miracle.
Manon vend la récolte d'œillets d'Ugolin à Anglade, un paysan voisin ; elle réalise que la ferme peut la rendre riche. Avec l'argent, elle veut offrir une vraie tombe à son père et soigner sa mère. L'instituteur avoue son amour à Manon.

Distribution : rôles principaux
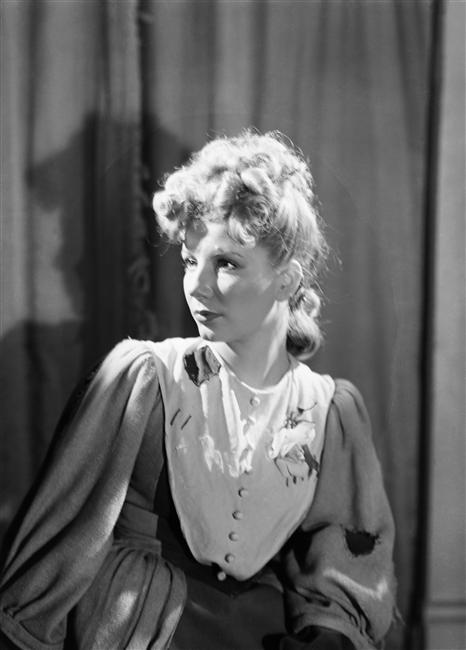
Jacqueline Pagnol : Manon.
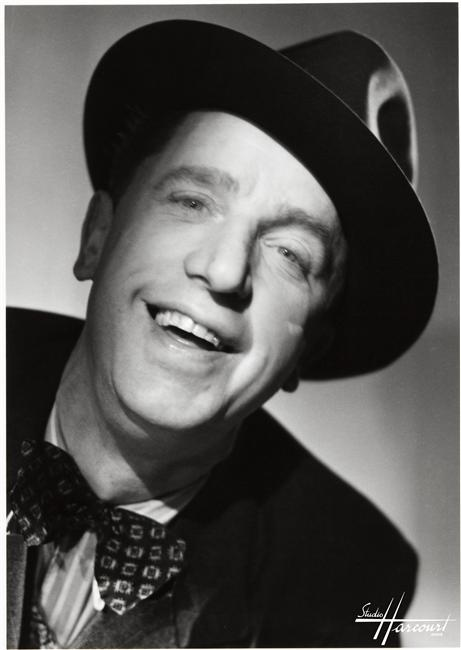
Rellys : Ugolin.
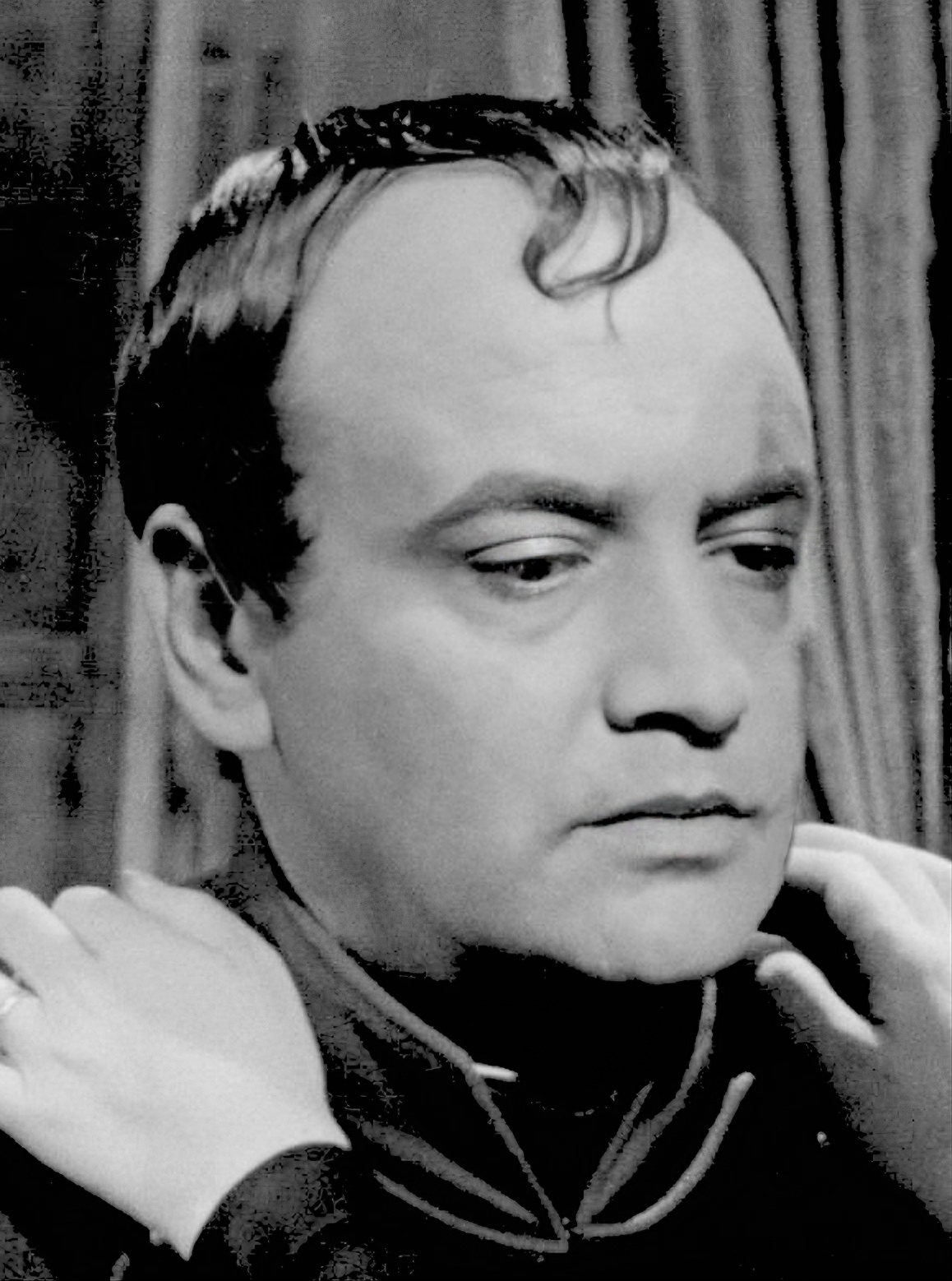
Raymond Pellegrin : Maurice, l'instituteur.
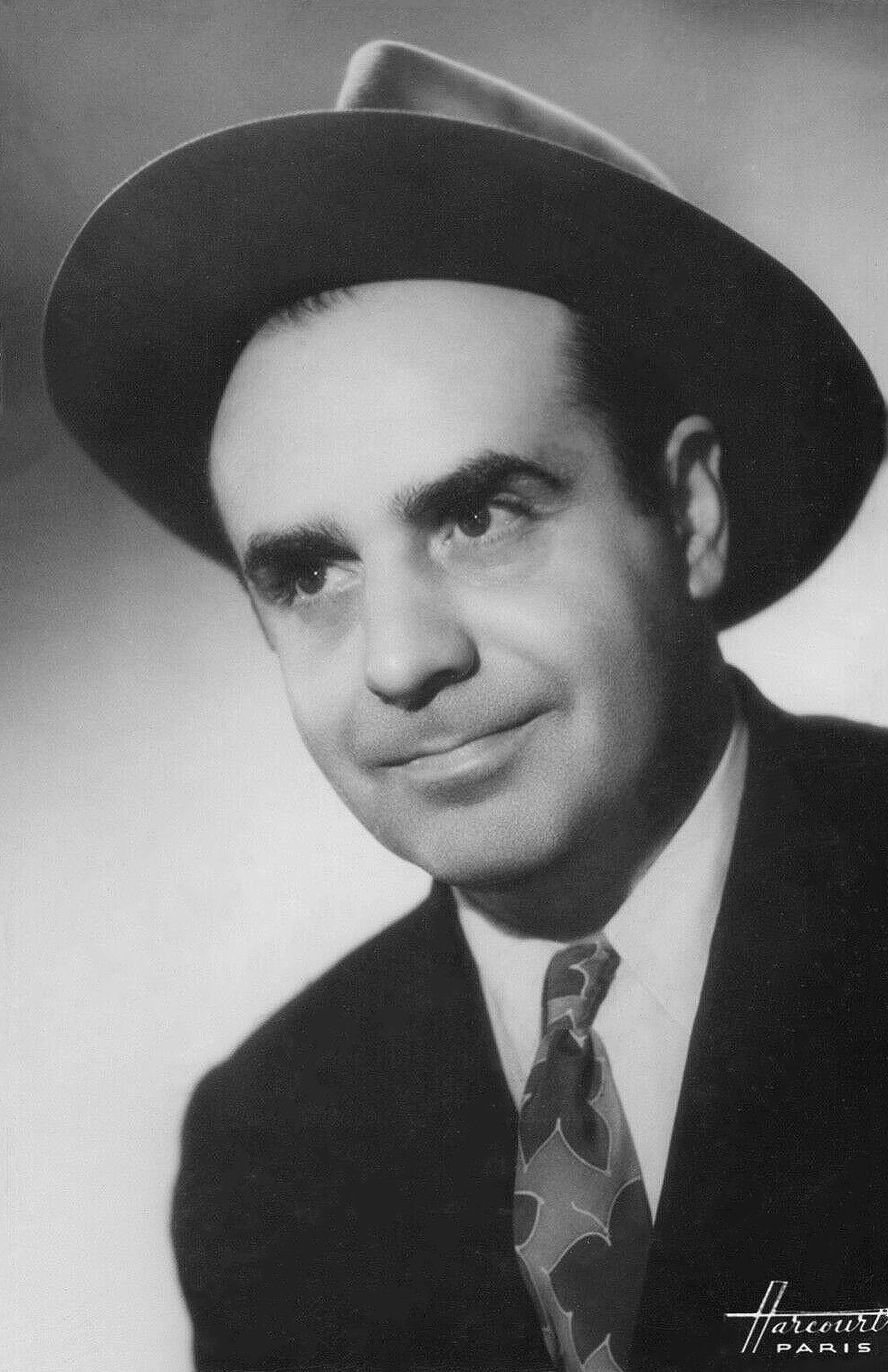
Fernand Sardou : Philoxène, le maire.
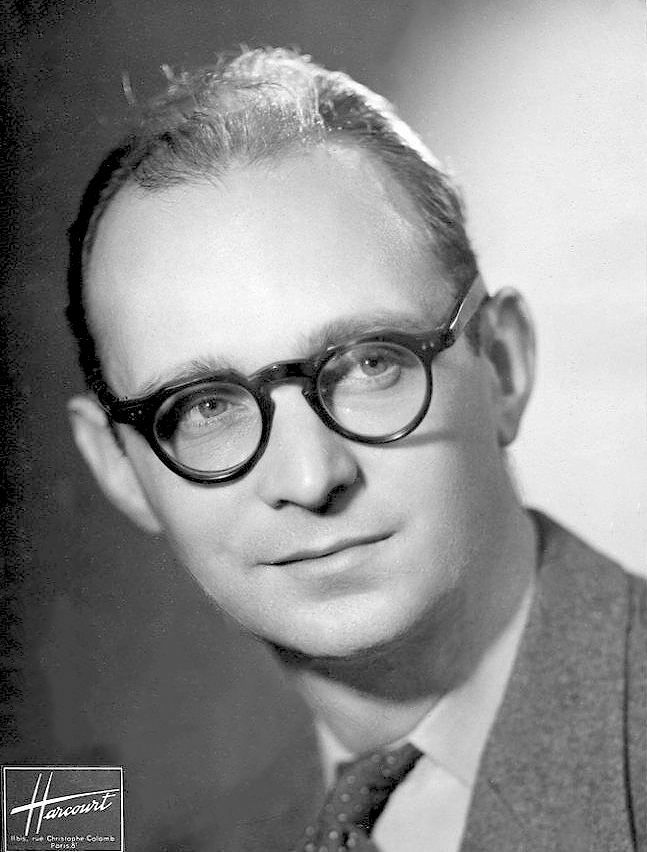
Robert Vattier : Monsieur Belloiseau.
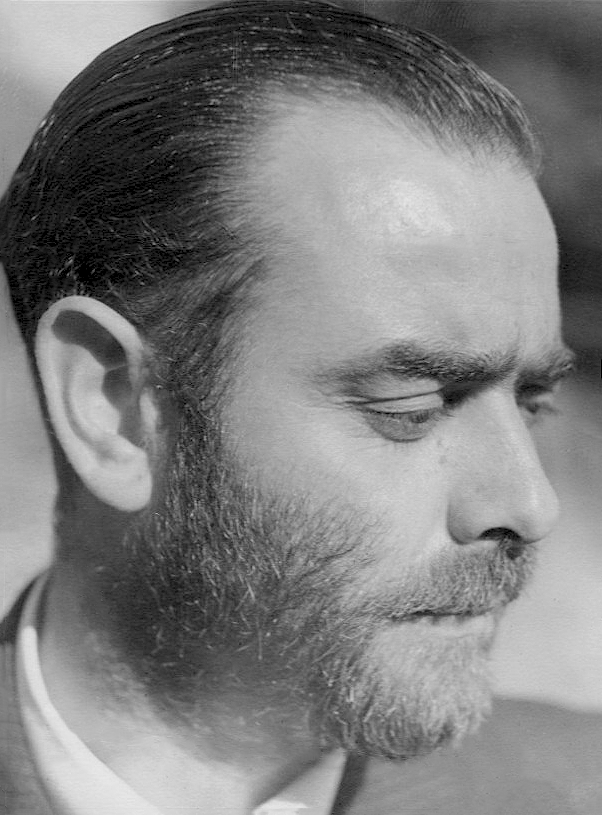
Charles Blavette : Pamphile, le menuisier.
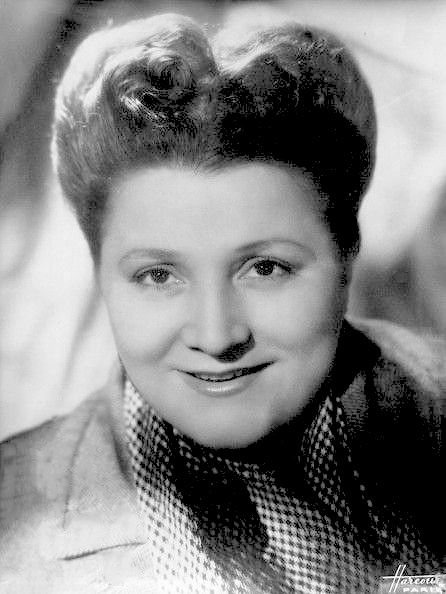
Milly Mathis, Amélie, épouse de Pamphile.
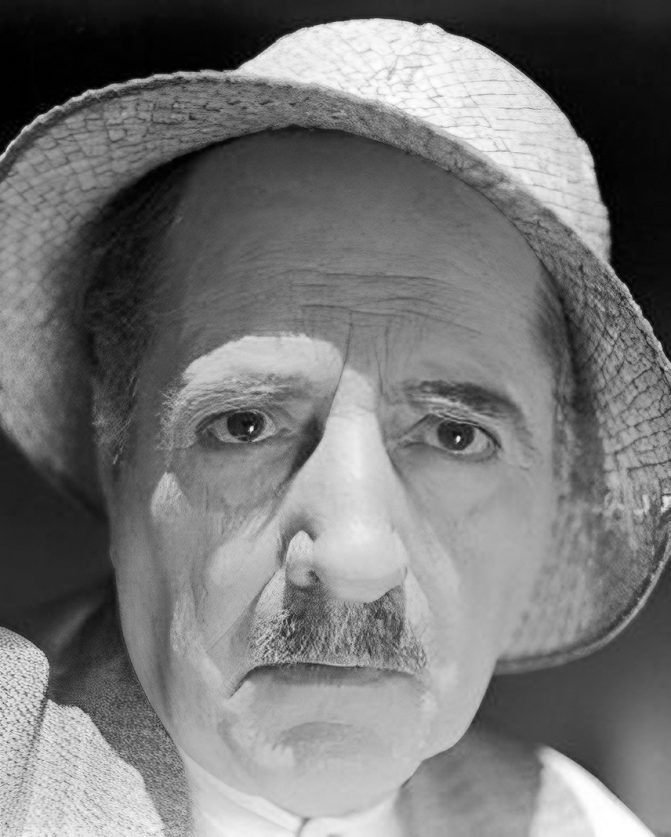
Henri Poupon : le Papet.
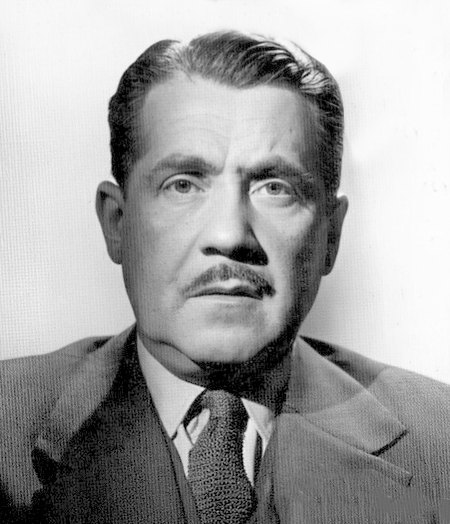
Henri Vilbert : le curé.
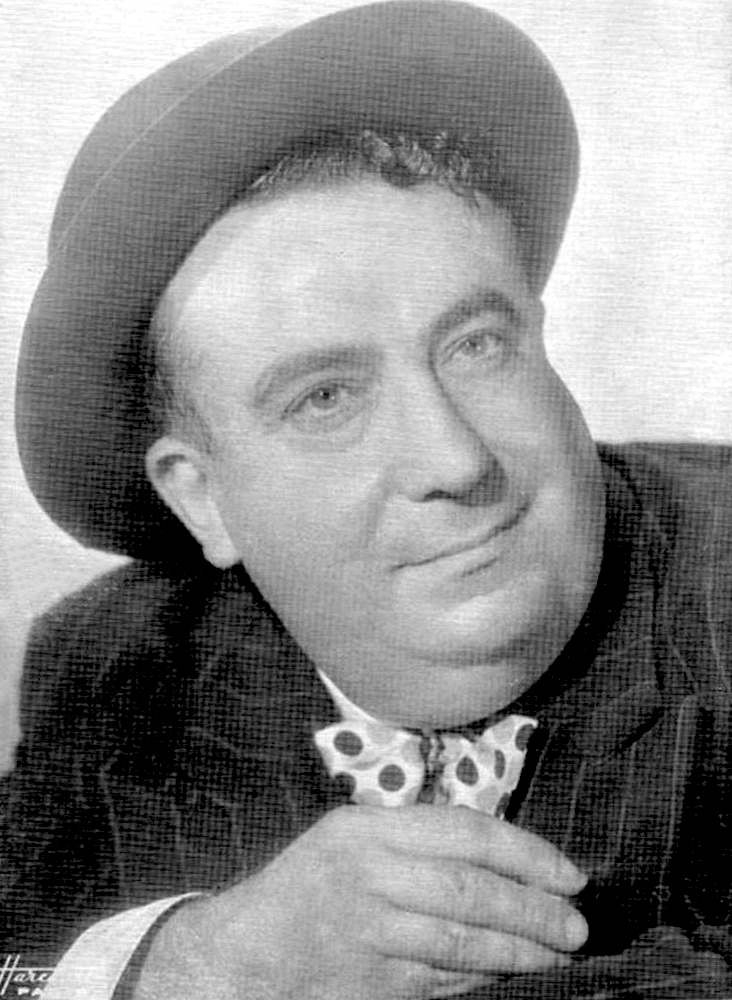
René Sarvil : le brigadier.
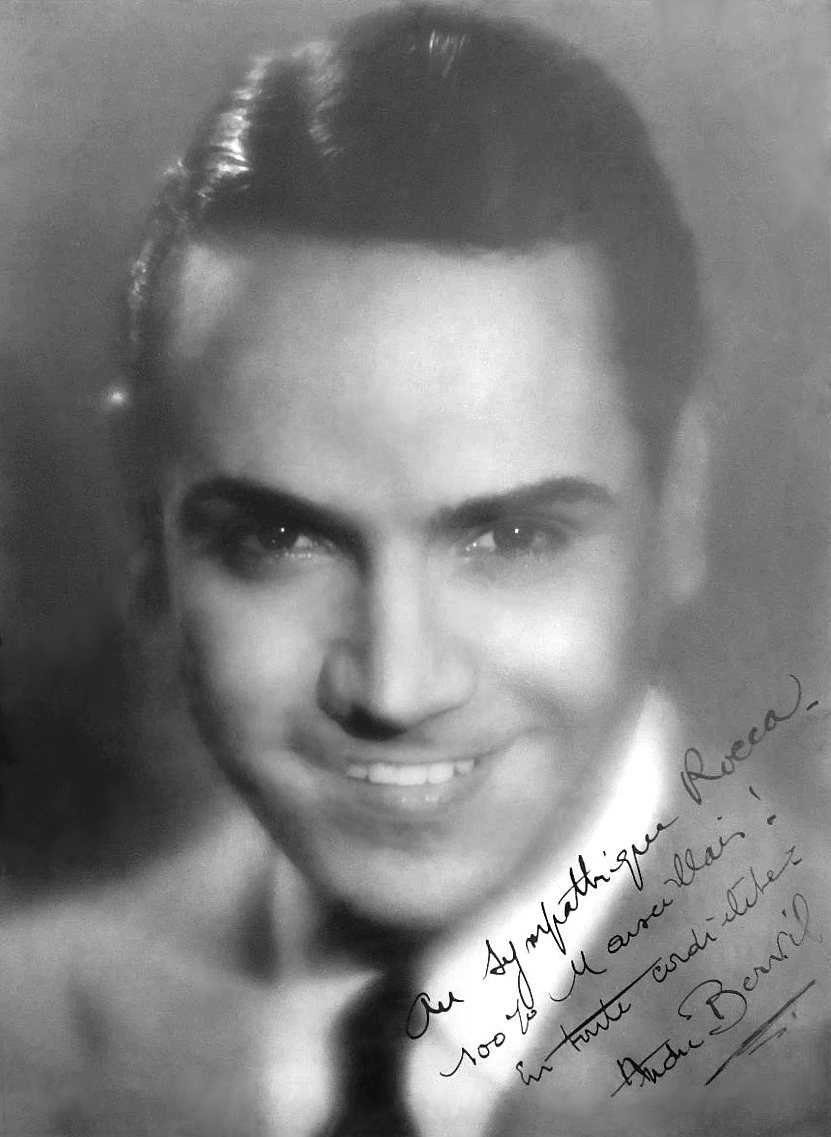
André Bervil : Anatole, le boulanger.

## Fiche technique
- Titre : Manon des sources ; seconde partie : Ugolin
- Réalisation, scénario et dialogues : Marcel Pagnol
- Photographie : Willy Faktorovitch, dit Willy
- Cadrage : Charly Willy-Gricha
- Son : Marcel Royné
- Musique : Raymond Legrand
- Montage : Raymonde Bianchi, Jacques Bianchi
- Décors : Eugène Delfau
- Pays de production :  France
- Langue originale : français
- Production : Marcel Pagnol
- Société de production : La société Nouvelle des Films Marcel Pagnol
- Société de distribution : Gaumont
- Format : noir et blanc — 35 mm — 1,37:1 — son monophonique
- Genre : drame
- Durée : 235 minutes (3 h 55 min)
- Date de sortie :
  - France : 16 décembre 1952 (Nice)
- Box-office France : 4 278 533 entrées
- Affiches : Albert Dubout, Marcel Jeanne (France)

## Distribution
- Jacqueline Pagnol : Manon
- Raymond Pellegrin : Maurice, l'instituteur
- Anne Roudier : Magali, la mère de l'instituteur
- Rellys : Ugolin
- Fernand Sardou : Philoxène, le maire
- Henri Arius : Claudius, le boucher
- André Bervil : Anatole, le boulanger
- Charles Blavette : Pamphile, le menuisier
- Milly Mathis : Amélie, la femme de Pamphile
- Edmond Ardisson : Ange, le fontainier
- Luce Dassas : la femme d'Ange
- Julien Maffre : Pétugue, le forgeron
- Christian Lude : l'ingénieur
- Henri Poupon : le Papet
- Robert Vattier : M. Belloiseau
- Henri Vilbert : le curé
- René Sarvil : le brigadier
- Édouard Delmont : Anglade
- Marcel Daxely : Josias, un fils d'Anglade
- Del Bosco : Jonas, l'autre fils d'Anglade
- Jean-Marie Bon : Cabridan
- Jenny Hélia : Aricie, la femme de Cabridan
- Marcelle Géniat : Baptistine, la Piémontaise
- Jean Panisse : Eliacin
- Marthe Marty : Sidonie
- Andrée Turcy : la bouchère
- Alfred Goulin : le grand bossu
- Jeanne Mars : Nathalie
- Jacques Valois : le directeur des Bauxites
- Jean Toscan : Polyte
- Marguerite Chabert : la mère de Polyte
- Yvonne Gamy : Elodie Martelette

## Musique du film
La musique additionnelle comporte un extrait de L'Arlésienne de Georges Bizet
et les chœurs du village de La Treille, sous la direction de l'abbé Party.

## Production
Les scènes d'intérieur ont été tournées dans les studios de Marseille.
Les scènes en extérieur ont été tournées à  Marseille (village de La Treille), Aubagne (Bouches-du-Rhône).

## Postérité
En 1962, Marcel Pagnol publie L'Eau des collines, diptyque romanesque constitué des romans Jean de Florette et Manon des Sources. Il s'agit d'une adaptation du film, auquel il souhaitait ajouter un premier volet, sur le passé des personnages, en particulier de Jean, le père de Manon, à peine évoqué en flashback dans le film. Le second roman reprend de loin la trame du film en y ajoutant des personnages et détails, tandis que le premier dépeint en détail l'histoire de Jean, le père de Manon. En 1986, Claude Berri a adapté L'Eau des collines en deux films : Jean de Florette et Manon des sources. Ainsi les deux films, bien qu'ayant le même titre, ont ainsi des scénarios assez différents.

## Autour du film
- Marcel Pagnol a écrit le film pour offrir le rôle principal à son épouse Jacqueline[4].
- Pagnol souhaitant confier le rôle d'Ugolin à Fernandel. Mais l'acteur, ayant récemment enchaîné plusieurs tournages et ayant plusieurs projets en cours, refusa, ce qui entraîna une brouille entre les deux hommes. Pagnol envisagea ensuite Fransined, le frère de Fernandel, et Rellys[4]. Finalement, le choix de Marcel Pagnol se porta sur Rellys, au détriment de Fransined, dont la carrière au cinéma ne décollera jamais. Fernandel accepta le choix de Marcel Pagnol, étant lui-même un ami de longue date de Rellys, qu'il retrouvera dans d'autres films, dont Crésus de Jean Giono en 1960 et Heureux qui comme Ulysse de Henri Colpi en 1970. Plus de 30 ans après ce refus, Fransined interprétera en 1985 et 1986 le rôle du fleuriste dans les films Jean de Florette et Manon des sources de Claude Berri.
- Raymond Pellegrin raconte qu'il faisait si chaud sur le tournage et que les cigales chantaient si fort que Marcel Pagnol devait sans cesse arrêter le tournage à cause du vacarme. « On travaillera demain » lançait-il. Le régisseur lui répliquait « Tu vas nous faire perdre un million » « Le million, rétorquait Pagnol, il est à moi ! »[5].
- Yvonne Gamy est la seule actrice à avoir participé aux deux versions de Manon des Sources au cinéma. Dans le film de Claude Berri, en 1986, elle a joué le rôle de Delphine, la vieille aveugle qui dévoile au Papet que Jean de Florette était son fils.